# Alphonse Burnand
Alphonse Adolph Burnand junior (* 21. Januar 1896 in Leadville; † 4. Dezember 1981 in Borrego Springs) war ein US-amerikanischer Segler.

## Erfolge
Alphonse Burnand, der für den California Yacht Club segelte, wurde 1932 in Los Angeles bei den Olympischen Spielen in der 8-Meter-Klasse Olympiasieger. Er war Crewmitglied des von Skipper Owen Churchill angeführten Bootes Angelita, das sämtliche vier Wettfahrten gewann und damit vor dem einzigen anderen Boot, der Santa Maria aus Kanada, den ersten Platz belegte. Neben Burnand und Churchill erhielten die übrigen Crewmitglieder Pierpont Davis, Karl Dorsey, John Biby, Thomas Webster, William Cooper, Robert Sutton, John Huettner, Alan Morgan, Richard Moore und Kenneth Carey die Goldmedaille.
Burnand besuchte wie Owen Churchill die Stanford University und machte 1914 seinen Abschluss. Danach machte er sich als Investitionsmakler selbstständig. Burnand und Churchill waren eng befreundet und segelten nicht nur oft miteinander, sondern betätigten sich auch gemeinsam als Frucht- und Gemüsehändler im San Joaquin Valley. Bei Borrego Springs kaufte Burnand große Ackerflächen, die er daraufhin bewirtschaftete und touristisch erschloss.